# Mã quốc gia: G
- A
- B
- C
- D–E
- F
- G
- H–I
- J–K
- L
- M
- N
- O–Q
- R
- S
- T
- U–Z

## Gabon
| ISO 3166-1 numeric 266        | ISO 3166-1 alpha-3 GAB | ISO 3166-1 alpha-2 GA              | Tiền tố mã sân bay ICAO FO       |
| Mã E.164 +241                 | Mã quốc gia IOC GAB    | Tên miền quốc gia cấp cao nhất .ga | Tiền tố đăng ký sân bay ICAO TR- |
| Mã quốc gia di động E.212 628 | Mã ba ký tự NATO GAB   | Mã hai ký tự NATO (lỗi thời) GB    | Mã MARC LOC GO                   |
| ID hàng hải ITU 626           | Mã ký tự ITU GAB       | Mã quốc gia FIPS GB                | Mã biển giấy phép G              |
| Tiền tố GTIN GS1 —            | Mã quốc gia UNDP GAB   | Mã quốc gia WMO GO                 | Tiền tố callsign ITU TRA-TRZ     |

## Gambia
| ISO 3166-1 numeric 270        | ISO 3166-1 alpha-3 GMB | ISO 3166-1 alpha-2 GM              | Tiền tố mã sân bay ICAO GB       |
| Mã E.164 +220                 | Mã quốc gia IOC GAM    | Tên miền quốc gia cấp cao nhất .gm | Tiền tố đăng ký sân bay ICAO C5- |
| Mã quốc gia di động E.212 607 | Mã ba ký tự NATO GMB   | Mã hai ký tự NATO (lỗi thời) GA    | Mã MARC LOC GM                   |
| ID hàng hải ITU 629           | Mã ký tự ITU GMB       | Mã quốc gia FIPS GA                | Mã biển giấy phép WAG            |
| Tiền tố GTIN GS1 —            | Mã quốc gia UNDP GAM   | Mã quốc gia WMO GB                 | Tiền tố callsign ITU C5A-C5Z     |

## Gruzia
| ISO 3166-1 numeric 268        | ISO 3166-1 alpha-3 GEO | ISO 3166-1 alpha-2 GE              | Tiền tố mã sân bay ICAO UG       |
| Mã E.164 +995                 | Mã quốc gia IOC GEO    | Tên miền quốc gia cấp cao nhất .ge | Tiền tố đăng ký sân bay ICAO 4L- |
| Mã quốc gia di động E.212 282 | Mã ba ký tự NATO GEO   | Mã hai ký tự NATO (lỗi thời) GG    | Mã MARC LOC GS                   |
| ID hàng hải ITU 213           | Mã ký tự ITU GEO       | Mã quốc gia FIPS GG                | Mã biển giấy phép GE             |
| Tiền tố GTIN GS1 486          | Mã quốc gia UNDP GEO   | Mã quốc gia WMO GG                 | Tiền tố callsign ITU 4LA-4LZ     |

## Đức
| ISO 3166-1 numeric 276        | ISO 3166-1 alpha-3 DEU | ISO 3166-1 alpha-2 DE              | Tiền tố mã sân bay ICAO ED, ET        |
| Mã E.164 +49                  | Mã quốc gia IOC GER    | Tên miền quốc gia cấp cao nhất .de | Tiền tố đăng ký sân bay ICAO D-       |
| Mã quốc gia di động E.212 262 | Mã ba ký tự NATO DEU   | Mã hai ký tự NATO (lỗi thời) GE    | Mã MARC LOC GW                        |
| ID hàng hải ITU 211, 218      | Mã ký tự ITU D         | Mã quốc gia FIPS GM                | Mã biển giấy phép D                   |
| Tiền tố GTIN GS1 400-440      | Mã quốc gia UNDP GER   | Mã quốc gia WMO DL                 | Tiền tố callsign ITU DAA-DRZ, Y2A-Y9Z |

## Ghana
| ISO 3166-1 numeric 288        | ISO 3166-1 alpha-3 GHA | ISO 3166-1 alpha-2 GH              | Tiền tố mã sân bay ICAO DG       |
| Mã E.164 +233                 | Mã quốc gia IOC GHA    | Tên miền quốc gia cấp cao nhất .gh | Tiền tố đăng ký sân bay ICAO 9G- |
| Mã quốc gia di động E.212 620 | Mã ba ký tự NATO GHA   | Mã hai ký tự NATO (lỗi thời) GH    | Mã MARC LOC GH                   |
| ID hàng hải ITU 627           | Mã ký tự ITU GHA       | Mã quốc gia FIPS GH                | Mã biển giấy phép GH             |
| Tiền tố GTIN GS1 603          | Mã quốc gia UNDP GHA   | Mã quốc gia WMO GH                 | Tiền tố callsign ITU 9GA-9GZ     |

## Gibraltar
| ISO 3166-1 numeric 292        | ISO 3166-1 alpha-3 GIB | ISO 3166-1 alpha-2 GI              | Tiền tố mã sân bay ICAO LX         |
| Mã E.164 +350                 | Mã quốc gia IOC —      | Tên miền quốc gia cấp cao nhất .gi | Tiền tố đăng ký sân bay ICAO VR-G- |
| Mã quốc gia di động E.212 266 | Mã ba ký tự NATO GIB   | Mã hai ký tự NATO (lỗi thời) GI    | Mã MARC LOC GI                     |
| ID hàng hải ITU 236           | Mã ký tự ITU GIB       | Mã quốc gia FIPS GI                | Mã biển giấy phép GBZ              |
| Tiền tố GTIN GS1 —            | Mã quốc gia UNDP —     | Mã quốc gia WMO GI                 | Tiền tố callsign ITU —             |

## Hy Lạp
| ISO 3166-1 numeric 300             | ISO 3166-1 alpha-3 GRC | ISO 3166-1 alpha-2 GR              | Tiền tố mã sân bay ICAO LG            |
| Mã E.164 +30                       | Mã quốc gia IOC GRE    | Tên miền quốc gia cấp cao nhất .gr | Tiền tố đăng ký sân bay ICAO SX-      |
| Mã quốc gia di động E.212 202      | Mã ba ký tự NATO GRC   | Mã hai ký tự NATO (lỗi thời) GR    | Mã MARC LOC GR                        |
| ID hàng hải ITU 237, 239, 240, 241 | Mã ký tự ITU GRC       | Mã quốc gia FIPS GR                | Mã biển giấy phép GR                  |
| Tiền tố GTIN GS1 520-521           | Mã quốc gia UNDP GRE   | Mã quốc gia WMO GR                 | Tiền tố callsign ITU J4A-J4Z, SVA-SZZ |

## Greenland
| ISO 3166-1 numeric 304        | ISO 3166-1 alpha-3 GRL | ISO 3166-1 alpha-2 GL              | Tiền tố mã sân bay ICAO BG              |
| Mã E.164 +299                 | Mã quốc gia IOC —      | Tên miền quốc gia cấp cao nhất .gl | Tiền tố đăng ký sân bay ICAO OY-        |
| Mã quốc gia di động E.212 290 | Mã ba ký tự NATO GRL   | Mã hai ký tự NATO (lỗi thời) GL    | Mã MARC LOC GL                          |
| ID hàng hải ITU 331           | Mã ký tự ITU GRL       | Mã quốc gia FIPS GL                | Mã biển giấy phép KN (không chính thức) |
| Tiền tố GTIN GS1 —            | Mã quốc gia UNDP —     | Mã quốc gia WMO GL                 | Tiền tố callsign ITU —                  |

## Grenada
| ISO 3166-1 numeric 308        | ISO 3166-1 alpha-3 GRD | ISO 3166-1 alpha-2 GD              | Tiền tố mã sân bay ICAO TG       |
| Mã E.164 +1 473               | Mã quốc gia IOC GRN    | Tên miền quốc gia cấp cao nhất .gd | Tiền tố đăng ký sân bay ICAO J3- |
| Mã quốc gia di động E.212 352 | Mã ba ký tự NATO GRD   | Mã hai ký tự NATO (lỗi thời) GJ    | Mã MARC LOC GD                   |
| ID hàng hải ITU 330           | Mã ký tự ITU GRD       | Mã quốc gia FIPS GJ                | Mã biển giấy phép WG             |
| Tiền tố GTIN GS1 —            | Mã quốc gia UNDP GRN   | Mã quốc gia WMO GD                 | Tiền tố callsign ITU J3A-J3Z     |

## Guadeloupe
| ISO 3166-1 numeric 312        | ISO 3166-1 alpha-3 GLP | ISO 3166-1 alpha-2 GP              | Tiền tố mã sân bay ICAO TF      |
| Mã E.164 +590                 | Mã quốc gia IOC —      | Tên miền quốc gia cấp cao nhất .gp | Tiền tố đăng ký sân bay ICAO F- |
| Mã quốc gia di động E.212 340 | Mã ba ký tự NATO GLP   | Mã hai ký tự NATO (lỗi thời) GP    | Mã MARC LOC GP                  |
| ID hàng hải ITU 329           | Mã ký tự ITU GDL       | Mã quốc gia FIPS GP                | Mã biển giấy phép —             |
| Tiền tố GTIN GS1 —            | Mã quốc gia UNDP GUD   | Mã quốc gia WMO MF                 | Tiền tố callsign ITU —          |

## Guam
| ISO 3166-1 numeric 316        | ISO 3166-1 alpha-3 GUM | ISO 3166-1 alpha-2 GU              | Tiền tố mã sân bay ICAO PG      |
| Mã E.164 +1 671               | Mã quốc gia IOC GUM    | Tên miền quốc gia cấp cao nhất .gu | Tiền tố đăng ký sân bay ICAO N- |
| Mã quốc gia di động E.212 535 | Mã ba ký tự NATO GUM   | Mã hai ký tự NATO (lỗi thời) GQ    | Mã MARC LOC GU                  |
| ID hàng hải ITU —             | Mã ký tự ITU GUM       | Mã quốc gia FIPS GQ                | Mã biển giấy phép —             |
| Tiền tố GTIN GS1 —            | Mã quốc gia UNDP —     | Mã quốc gia WMO GM                 | Tiền tố callsign ITU —          |

## Guatemala
| ISO 3166-1 numeric 320        | ISO 3166-1 alpha-3 GTM | ISO 3166-1 alpha-2 GT              | Tiền tố mã sân bay ICAO MG            |
| Mã E.164 +502                 | Mã quốc gia IOC GUA    | Tên miền quốc gia cấp cao nhất .gt | Tiền tố đăng ký sân bay ICAO TG-      |
| Mã quốc gia di động E.212 704 | Mã ba ký tự NATO GTM   | Mã hai ký tự NATO (lỗi thời) GT    | Mã MARC LOC GT                        |
| ID hàng hải ITU 332           | Mã ký tự ITU GTM       | Mã quốc gia FIPS GT                | Mã biển giấy phép GCA                 |
| Tiền tố GTIN GS1 740          | Mã quốc gia UNDP GUA   | Mã quốc gia WMO GU                 | Tiền tố callsign ITU TDA-TDZ, TGA-TGZ |

## Guernsey
| ISO 3166-1 numeric 831      | ISO 3166-1 alpha-3 GGY | ISO 3166-1 alpha-2 GG              | Tiền tố mã sân bay ICAO —      |
| Mã E.164 —                  | Mã quốc gia IOC —      | Tên miền quốc gia cấp cao nhất .gg | Tiền tố đăng ký sân bay ICAO — |
| Mã quốc gia di động E.212 — | Mã ba ký tự NATO —     | Mã hai ký tự NATO (lỗi thời) —     | Mã MARC LOC —                  |
| ID hàng hải ITU —           | Mã ký tự ITU —         | Mã quốc gia FIPS —                 | Mã biển giấy phép GBG          |
| Tiền tố GTIN GS1 —          | Mã quốc gia UNDP —     | Mã quốc gia WMO —                  | Tiền tố callsign ITU —         |

## Guinée
| ISO 3166-1 numeric 324        | ISO 3166-1 alpha-3 GIN | ISO 3166-1 alpha-2 GN              | Tiền tố mã sân bay ICAO GU       |
| Mã E.164 +224                 | Mã quốc gia IOC GUI    | Tên miền quốc gia cấp cao nhất .gn | Tiền tố đăng ký sân bay ICAO 3X- |
| Mã quốc gia di động E.212 611 | Mã ba ký tự NATO GIN   | Mã hai ký tự NATO (lỗi thời) GV    | Mã MARC LOC GV                   |
| ID hàng hải ITU 632           | Mã ký tự ITU GUI       | Mã quốc gia FIPS GV                | Mã biển giấy phép RG             |
| Tiền tố GTIN GS1 —            | Mã quốc gia UNDP GUI   | Mã quốc gia WMO GN                 | Tiền tố callsign ITU 3XA-3XZ     |

## Guiné-Bissau
| ISO 3166-1 numeric 624        | ISO 3166-1 alpha-3 GNB | ISO 3166-1 alpha-2 GW              | Tiền tố mã sân bay ICAO GG              |
| Mã E.164 +245                 | Mã quốc gia IOC GBS    | Tên miền quốc gia cấp cao nhất .gw | Tiền tố đăng ký sân bay ICAO J5-        |
| Mã quốc gia di động E.212 632 | Mã ba ký tự NATO GNB   | Mã hai ký tự NATO (lỗi thời) PU    | Mã MARC LOC PG                          |
| ID hàng hải ITU 630           | Mã ký tự ITU GNB       | Mã quốc gia FIPS PU                | Mã biển giấy phép GW (không chính thức) |
| Tiền tố GTIN GS1 —            | Mã quốc gia UNDP GBS   | Mã quốc gia WMO GW                 | Tiền tố callsign ITU J5A-J5Z            |

## Guyana
| ISO 3166-1 numeric 328        | ISO 3166-1 alpha-3 GUY | ISO 3166-1 alpha-2 GY              | Tiền tố mã sân bay ICAO SY       |
| Mã E.164 +592                 | Mã quốc gia IOC GUY    | Tên miền quốc gia cấp cao nhất .gy | Tiền tố đăng ký sân bay ICAO 8R- |
| Mã quốc gia di động E.212 738 | Mã ba ký tự NATO GUY   | Mã hai ký tự NATO (lỗi thời) GY    | Mã MARC LOC GY                   |
| ID hàng hải ITU 750           | Mã ký tự ITU GUY       | Mã quốc gia FIPS GY                | Mã biển giấy phép GUY            |
| Tiền tố GTIN GS1 —            | Mã quốc gia UNDP GUY   | Mã quốc gia WMO GY                 | Tiền tố callsign ITU 8RA-8RZ     |